# Thomas Watson Jr.
Thomas John Watson Jr. (14 de janeiro de 1914 – 31 de dezembro de 1993) foi um empresário, diplomata, piloto da Força Aérea do Exército dos Estados Unidos e filantropo americano. Filho do fundador da IBM, Thomas J. Watson, foi o segundo presidente da IBM (1952–71), o 11º presidente nacional dos Escoteiros da América (1964–68), membro do Comitê Escoteiro Mundial (1965–1971) e o 16º Embaixador dos Estados Unidos na União Soviética (1979–81). Recebeu muitas honrarias durante sua vida, incluindo a Medalha Presidencial da Liberdade, concedida por Lyndon B. Johnson em 1964. A revista Fortune o chamou de "o maior capitalista da história", e a Time o incluiu na lista das "100 pessoas mais influentes do século XX".

## Primeiros anos
Thomas Watson Jr. nasceu em 14 de janeiro de 1914, pouco antes de seu pai, Thomas J. Watson, ser demitido de seu emprego na empresa de máquinas registradoras NCR — um evento que posteriormente levou Watson Sr. a fundar a maior e mais lucrativa fabricante de computadores digitais do mundo, a IBM. Duas irmãs seguiram-se a Thomas Jr., Jane e Helen, antes do nascimento do último filho, Arthur Kittredge Watson.
Watson Jr. foi criado no bairro de Short Hills, em Millburn, Nova Jérsei.
Ambos os filhos foram imersos na IBM desde muito cedo. Ele foi levado a inspeções de fábricas — sua primeira memória de tal visita (à fábrica de Dayton, Ohio) foi aos cinco anos — e viagens de negócios à Europa, além de aparecer em reuniões anuais para os representantes de vendas de elite da empresa, o Clube dos Cem Por Cento da IBM, antes mesmo de estar em idade escolar.
Em casa, a disciplina de seu pai era errática e frequentemente severa. Por volta dos treze anos, Watson sofreu de depressão clínica.:32
Em uma entrevista a um repórter em 1974, Watson descreveu seu relacionamento com seu pai: "Meu pai e eu tivemos brigas terríveis... Ele parecia um cobertor que cobria tudo. Eu realmente queria superá-lo, mas também fazê-lo se orgulhar de mim." Mas esse relacionamento não era totalmente negativo: "Eu realmente gostei dos dez anos (trabalhando) com ele". Em seu livro, ele diz: "Eu estava tão intimamente entrelaçado com meu pai. Tinha um desejo compulsivo, talvez por honra ao velho cavalheiro, talvez por pura teimosia, de provar ao mundo que eu poderia me destacar da mesma forma que ele.":ix
Watson frequentou a Hun School of Princeton em Princeton, Nova Jérsei. Ele afirmou em sua autobiografia que, quando criança, tinha um "defeito estranho na visão" que fazia com que as palavras escritas parecessem cair da página quando ele tentava lê-las. Como resultado, Watson lutou na escola, e ele reconheceu que a Universidade Brown o admitiu com relutância como um favor a seu pai. Ele se formou em administração em 1937.
Após se formar, Watson tornou-se um vendedor da IBM, mas tinha pouco interesse no trabalho. O ponto de virada foi seu serviço como piloto na Força Aérea do Exército durante a Segunda Guerra Mundial. Seu irmão "Dick" (Arthur) Watson havia abandonado Yale. Watson tornou-se tenente-coronel, encarregado de transportar comandantes militares. Tom Jr. mais tarde admitiu a jornalistas que a única carreira que gostaria de ter seguido era a de piloto de linha aérea. Pilotar veio facilmente para ele, e pela primeira vez, ele teve confiança em suas habilidades. No final de seu serviço, Watson trabalhou para o Major-General Follett Bradley, que sugeriu que ele tentasse seguir seu pai na IBM. Watson voou regularmente com Bradley, o diretor dos programas de Lend-Lease para a União Soviética, até Moscou durante a guerra. Nessas viagens, ele aprendeu russo, o que mais tarde lhe seria útil como Embaixador dos Estados Unidos na União Soviética. Watson e Bradley foram instrumentais no estabelecimento da rota ALSIB-Northwest Staging Route para enviar aeronaves militares dos Estados Unidos para a União Soviética.
Watson retornou à IBM no início de 1946. Ele foi promovido a vice-presidente apenas seis meses depois e ingressou no conselho de administração quatro meses depois disso. Tornou-se vice-presidente executivo em 1949.

## Presidente da IBM
Watson tornou-se presidente da IBM em 1952 e foi nomeado CEO da empresa pouco antes da morte de seu pai, Watson Sr., em 1956. Até então, a IBM estava dedicada a sistemas eletromecânicos de cartões perfurados para seus produtos comerciais. Watson Sr. havia rejeitado repetidamente os computadores eletrônicos como caros e pouco confiáveis, exceto para projetos únicos, como o IBM SSEC. Tom Jr. levou a empresa em uma nova direção, contratando engenheiros elétricos às centenas e colocando-os para projetar computadores de grande porte. Muitos dos especialistas técnicos da IBM também não achavam que os produtos de computação fossem práticos, já que havia apenas cerca de uma dúzia de computadores em todo o mundo na época. Mesmo os apoiadores da nova tecnologia subestimaram seu potencial. Cuthbert Hurd, trazido do Laboratório Nacional de Oak Ridge da Comissão de Energia Atômica para determinar se havia mercado, previu: "... ele poderia encontrar clientes para até trinta máquinas.":216
Mesmo assim, até o final da década de 1950, o sistema SAGE personalizado da Força Aérea dos EUA, um sistema computadorizado de rastreamento, respondia por mais da metade das vendas de computadores da IBM. A empresa teve pouco lucro com essas vendas, mas, como Tom Jr. disse: "Isso nos permitiu construir fábricas altamente automatizadas antes de qualquer outra pessoa e treinar milhares de novos trabalhadores em eletrônica."
A decisão de Tom Jr. foi justificada; a longo prazo, redirecionou a IBM para sua posição posterior de dominar o mercado de computadores. Mesmo a curto prazo, valeu a pena; as receitas mais que triplicaram em seis anos, de US$ 214,9 milhões em 1950 para US$ 734,3 milhões em 1956. Essa taxa de crescimento dramática quase igualou os anos de guerra; uma taxa de crescimento composta superior a 30% que Tom Jr. manteve por grande parte dos vinte anos de sua liderança na IBM. Foi um recorde ainda melhor que o de seu pai.
Apesar da presença de seu filho, Thomas Sr. manteve um controle firme sobre as rédeas até 1955. Tom Jr. descreveu a posição de seu pai como: "Ele queria me tornar o líder da IBM, mas não gostava de dividir os holofotes.":182
Tom Jr. assumiu o controle efetivo em um momento dramático, embora a transferência formal tenha ocorrido alguns meses depois. A ocasião foi a assinatura do Decreto de Consentimento oferecido pelo governo após sua última investigação antitruste. Tom Jr. percebeu que o Decreto de Consentimento, que buscava retirar da IBM metade de sua capacidade de produção de cartões, era em grande parte irrelevante, pois o futuro estava nos computadores e não nos cartões. Havia outra condição: a IBM tinha que vender máquinas diretamente, além de alugá-las. Isso teve repercussões no final dos anos 1960, quando empresas de leasing reconheceram a brecha de financiamento que isso criou.
Por trás dessa decisão estava outra: gastar mais em pesquisa e desenvolvimento. Naquela época, a IBM gastava apenas 3% em pesquisa e desenvolvimento, enquanto outras empresas de alta tecnologia gastavam entre 6% e 9%. Tom Jr. aprendeu a lição e, a partir daí — pelo menos até os anos 1990 (quando, mesmo então, Louis V. Gerstner Jr. reduziu apenas para 6%) — a IBM consistentemente gastou 9%. Em comparação, o equivalente para o Japão era 5,1%, embora suas empresas de alta tecnologia superassem até mesmo o nível da IBM, com os gastos de 1983 para a Canon sendo 14,6% e para a NEC sendo 13,0%.
Este programa de treinamento o levaria, nos próximos cinco anos, por muitos dos grupos operacionais da IBM. Tom Jr. acreditava que sua influência mais importante foi Albert Lynn Williams, um CPA, que se tornou presidente da IBM em 1961.
Embora a iniciativa, e assim grande parte do crédito pelo nascimento da revolução da informação, deva ser atribuída a Tom Jr., considerável coragem também foi demonstrada por seu então envelhecido pai que, apesar de seu longo compromisso com o financiamento interno, apoiou seu filho até o fim; supostamente com as palavras "É mais difícil manter um negócio grande do que construí-lo".
Em 1968, Tom Jr. demitiu a cientista da computação Lynn Conway porque temia que a notícia de sua transição afetasse a reputação da empresa.

## Pesquisa e desenvolvimento
Antes de seu tempo, a IBM havia enfatizado principalmente a organização de vendas, com uma gama razoável de produtos. Thomas Watson Jr., no entanto, promoveu uma estrutura de pesquisa e desenvolvimento.
O primeiro resultado disso foi o programa IBM 7030 Stretch para desenvolver um "supercomputador" transistorizado; ele não atingiu suas metas de preço e desempenho, a um custo relatado de US$ 20 milhões. Embora embaraçoso em termos dos rumores que chegaram ao mundo exterior, não seria, no entanto, a última série de computadores da IBM a ser encerrada, e o custo era pequeno nos termos da IBM; e a experiência adquirida foi inestimável.
As três famílias de computadores que eventualmente surgiram a partir de 1958 compreenderam o IBM 7070 e o IBM 7090 para grandes negócios governamentais e grandes empresas, o IBM 1620 para clientes menores na comunidade científica e o IBM 1401 para uso comercial por organizações menores. Apesar de muitos observadores acreditarem que Tom Jr. estava esbanjando os recursos que seu pai havia acumulado, essas novas linhas foram notavelmente bem-sucedidas, dobrando as vendas da IBM mais uma vez nos seis anos de 1958 (US$ 1,17 bilhão) para 1964 (US$ 2,31 bilhões), mantendo a taxa de crescimento dramática da IBM praticamente inalterada em cerca de 30% compostos. O efeito foi que a IBM se tornou independente de financiamento externo.
No início dos anos 1960, ele supervisionou o projeto IBM System/360, que produziu uma linha inteira de computadores que executavam o mesmo software e usavam os mesmos periféricos. Como a linha 360 era incompatível com os produtos anteriores da IBM, representava um enorme risco para a empresa. Apesar dos atrasos na entrega, os produtos foram bem recebidos após seu lançamento em 1964, e o que a revista Fortune chamou de "A aposta de US$ 5 bilhões da IBM" acabou valendo a pena.

## Estruturas organizacionais
Talvez a contribuição mais duradoura de Watson para a IBM tenha sido sua estrutura organizacional, já que novos produtos, por mais bem-sucedidos que sejam, sustentam uma empresa por no máximo alguns anos. Em 1956, em um movimento que se tornou um evento bienal, ele reorganizou a IBM em linhas divisionais, para dar uma organização descentralizada, com cinco divisões principais nos EUA. A nova estrutura compreendia:
1. Divisão de Processamento de Dados — vendendo para (e prestando serviço a) clientes comerciais
2. Divisão de Sistemas Federais — vendendo para (e prestando serviço a) o governo dos EUA
3. Divisão de Fabricação de Sistemas
4. Divisão de Fabricação de Componentes
5. Divisão de Pesquisa

Unidades menores eram a Electric Typewriter, IBM World Trade, Service Bureau Corporation, Divisão de Suprimentos; e Time Division (vendida em 1958). Watson disse: "Tínhamos uma organização de vendas superb, mas faltava uma organização de gestão especializada em quase tudo o mais". Seu objetivo era redirecionar a IBM para absorver os choques da mudança, incluindo mudanças de sua própria inovação.
Ele introduziu a terminologia "linha e staff". Em suas palavras: "Em meados dos anos 50, quase todas as grandes corporações haviam adotado a chamada estrutura de linha e staff. Ela foi modelada com base em organizações militares remontando ao exército prussiano nos tempos napoleônicos." Sua organização "... forneceu aos executivos da IBM as metas mais claras possíveis. Cada homem operacional era julgado estritamente pelos resultados de sua unidade, e cada homem de staff por seu esforço para tornar a IBM a líder mundial em sua especialidade."
O elemento final da mudança organizacional formal foi o isolamento da equipe da sede em Armonk, Nova Iorque. Dizia-se que isso foi para ficar perto de sua família em Connecticut.
Seu primeiro livro em 1963 discutia sua filosofia de gestão.

## Honrarias
Watson recebeu o Silver Buffalo Award dos Escoteiros da América em 1955 por seu serviço à juventude. Ele foi o presidente nacional dos Escoteiros da América de 1964 a 1968. Seu pai também havia servido no conselho executivo nacional e foi Comissário Internacional nos anos 1940. Lyndon B. Johnson em setembro de 1964 concedeu a Watson a Medalha Presidencial da Liberdade, a maior condecoração que um presidente dos EUA pode conceder a um civil.
Watson foi incluído no Junior Achievement U.S. Business Hall of Fame em 1976. Ele recebeu a Medalha Vermilye em 1967. Em 1987, a revista Fortune saudou Watson em sua capa como "o maior capitalista da história". Em 1998, ele foi incluído na lista das 100 pessoas mais influentes do século 20 pela TIME.

## Aposentadoria

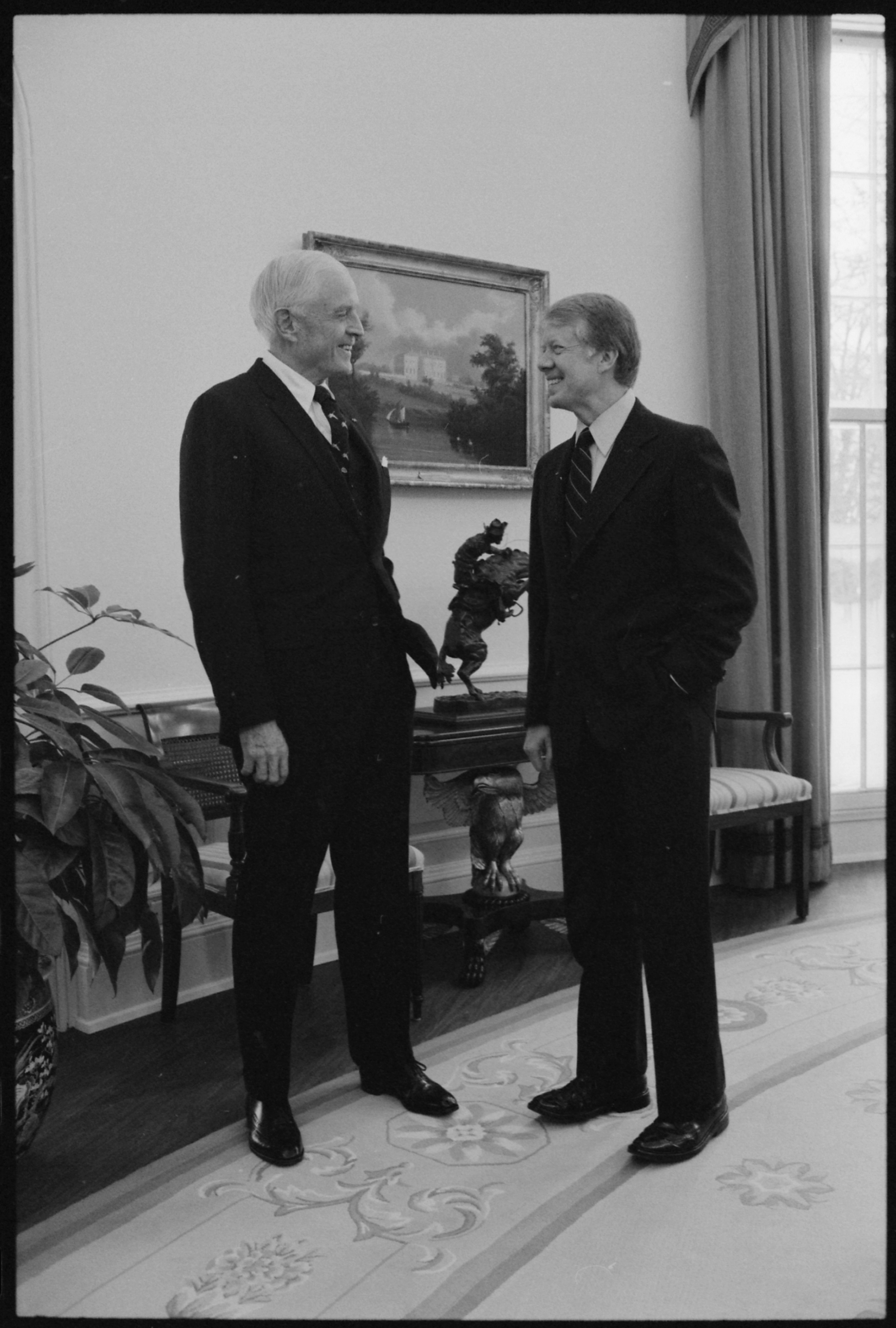
Watson com Jimmy Carter, 20 de janeiro de 1978

Watson deixou a IBM em 1971 por conselho médico após sofrer um infarto do miocárdio. Após se recuperar, foi nomeado pelo presidente Jimmy Carter como presidente do Comitê Consultivo Geral (GAC) sobre Controle de Armas e Desarmamento, em apoio à Agência de Controle de Armas e Desarmamento que havia sido criada anteriormente pelo presidente John F. Kennedy. Watson aconselhou o presidente Carter contra o uso do míssil experimental MX. Após deixar o GAC, foi nomeado pelo presidente Carter como Embaixador dos EUA na União Soviética, servindo de 29 de outubro de 1979 a 15 de janeiro de 1981.
Após seu retorno para casa após a derrota de Carter por Ronald Reagan nas eleições presidenciais de 1980 nos EUA, Watson fez o discurso de formatura na Universidade Harvard em 1981 no qual alertou contra uma maior escalada contra a URSS. Ele também foi membro do Bohemian Club.
Ele era um ávido velejador e piloto. Ele nomeou 7 barcos consecutivos com o nome de Palawan, o último em 1991. Watson navegou com um de seus Palawans mais ao norte da costa da Groenlândia do que qualquer navio não militar havia feito anteriormente, recebendo o prêmio mais alto do New York Yacht Club e a Blue Water Medal do Cruising Club of America. Ele viajou pela rota do Capitão Cook na exploração do Pacífico. Ele pilotava helicópteros, jatos e aviões acrobáticos, e foi o primeiro cidadão privado a receber permissão do Secretário Geral Soviético Mikhail Gorbachev para sobrevoar a União Soviética, recriando em 1987 a rota ALSIB da Segunda Guerra Mundial.

## Vida pessoal
Watson casou-se com Olive Cawley (1918–2004) em 1941. Eles tiveram seis filhos.
Ele tinha casas em Greenwich, Connecticut; North Haven, Maine; Stowe, Vermont; Vail, Colorado; Nova Iorque; e Antigua. Ele morreu em Greenwich em 31 de dezembro de 1993, devido a complicações após um AVC. Ele tinha 79 anos.

## Filantropia

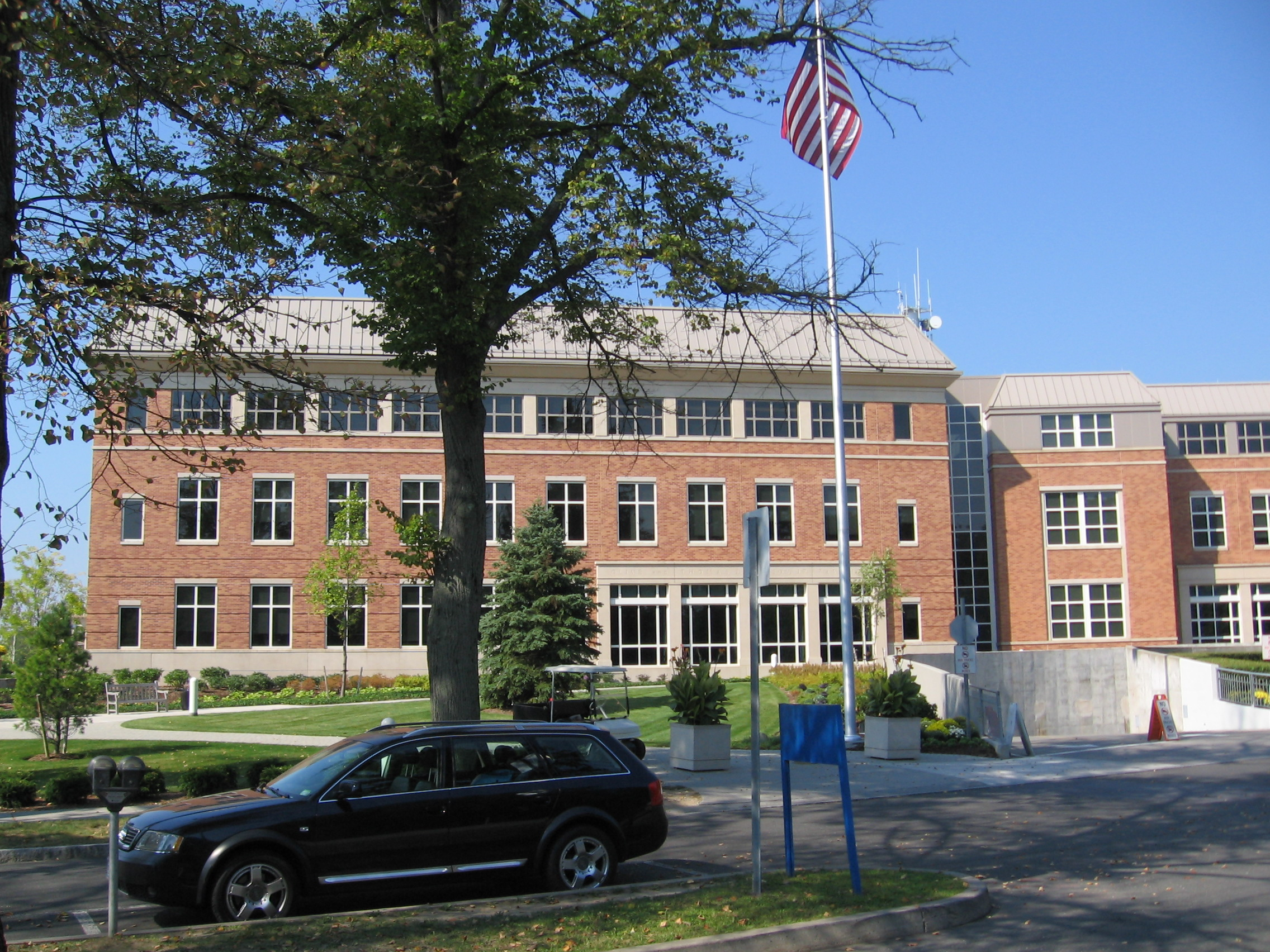
Pavilhão Olive e Thomas J. Watson Jr. no Greenwich Hospital

Watson foi o principal benfeitor do Watson Institute for International Studies na Universidade Brown e da Thomas J. Watson Fellowship (que apoia estudantes a estudar um tópico de interesse pessoal por um ano) e outros presentes caritativos. Watson contribuiu para o Pavilhão Watson no Greenwich Hospital em Connecticut, que nomeou o Pavilhão Olive e Thomas J. Watson Jr. (uma ala) em homenagem a ele e sua esposa. Ele também foi o principal benfeitor do Museu de Transporte de Owls Head em Owls Head, Maine. Ele foi membro do conselho de diretores da Bedford Stuyvesant Restoration Corporation e ajudou a trazer uma fábrica empregando mais de 300 pessoas para a comunidade que fabricava cabos, incluindo os do programa espacial dos EUA.

### Universidade Columbia
Após deixar a IBM, Watson doou dezenas de milhões de dólares para a Universidade Columbia a partir de 1975. Isso incluiu a Biblioteca Thomas J. Watson de Negócios e Economia e várias doações menores para construção. Watson financiou um dormitório no campus leste da Columbia chamado Watson House.